# Рудник «Хуарон»
Рудник «Хуарон» (англ. The Huarón mine) — велика поліметалічна (Zn-Pb-Ag-Cu) копальня, розташована в центрі Перу в регіоні Паско. «Хуарон» має одні із найбільших запасів срібла в Перу та в світі, у 2013 році він оцінювався в 61,3 мільйона унцій сріблом.
Huarón дає назву району Huarón Mining District, який включає інші важливі поліметалічні рудники.